# Elmar Jansen
Elmar Jansen (* 23. Mai 1931 in Paderborn; † 7. Dezember 2017 in Berlin) war ein deutscher Kunsthistoriker, Autor und Herausgeber von kunsthistorischen Werken und Essayist.

## Leben
Jansen wurde in Paderborn geboren. Er wirkte in seinem beruflichen Leben in der DDR und war dort Mitarbeiter der Akademie der Wissenschaften. In den Jahren 1971 bis 1993 war er Mitarbeiter der Akademie der Künste in Berlin. Er veröffentlichte Monographien über Ernst Hassebrauk und Albert Ebert und kuratierte 1981 die erste große Ausstellung in der DDR über Ernst Barlach. Er war Mitglied im PEN-Zentrum Deutschland.
Jansen lebte bis zuletzt in Berlin.

## Veröffentlichungen (Auswahl)
- Albert Ebert – Bildnis eines Künstlers. Union-Verlag, Berlin 1959.
- Graphische Bildnisse / Ernst Hassebrauk. VEB Verlag der Kunst, Dresden 1959.
- Kleine Geschichte der deutschen Glasmalerei. VEB Verlag der Kunst, Dresden 1963.
- Ernst Barlach Graphik – 48 Lithographien und Holzschnitte. Insel-Verlag, Leipzig 1970 – Insel-Bücherei 917.
- Ernst Barlach, Käthe Kollwitz: Berührungen, Grenzen, Gegenbilder. Union-Verlag, Berlin 1978, ISBN 3-372-00257-1.
- Ernst Barlach. 4. Auflage. 1993. Verlag Henschel Berlin, ISBN 3-89487-013-3.
- als Herausgeber: Die Ernst-Barlach-Museen Güstrow, Ratzeburg, Hamburg, Wedel. E. A. Seemann, Leipzig 1998, ISBN 3-363-00682-9.
- Ein Luftwechsel der Empfänglichkeit – Baal, Barlach, Benjamin und andere Essays. Wallstein-Verlag, Göttingen 2016, ISBN 978-3-8353-1835-9.